# Přilba vz. 32

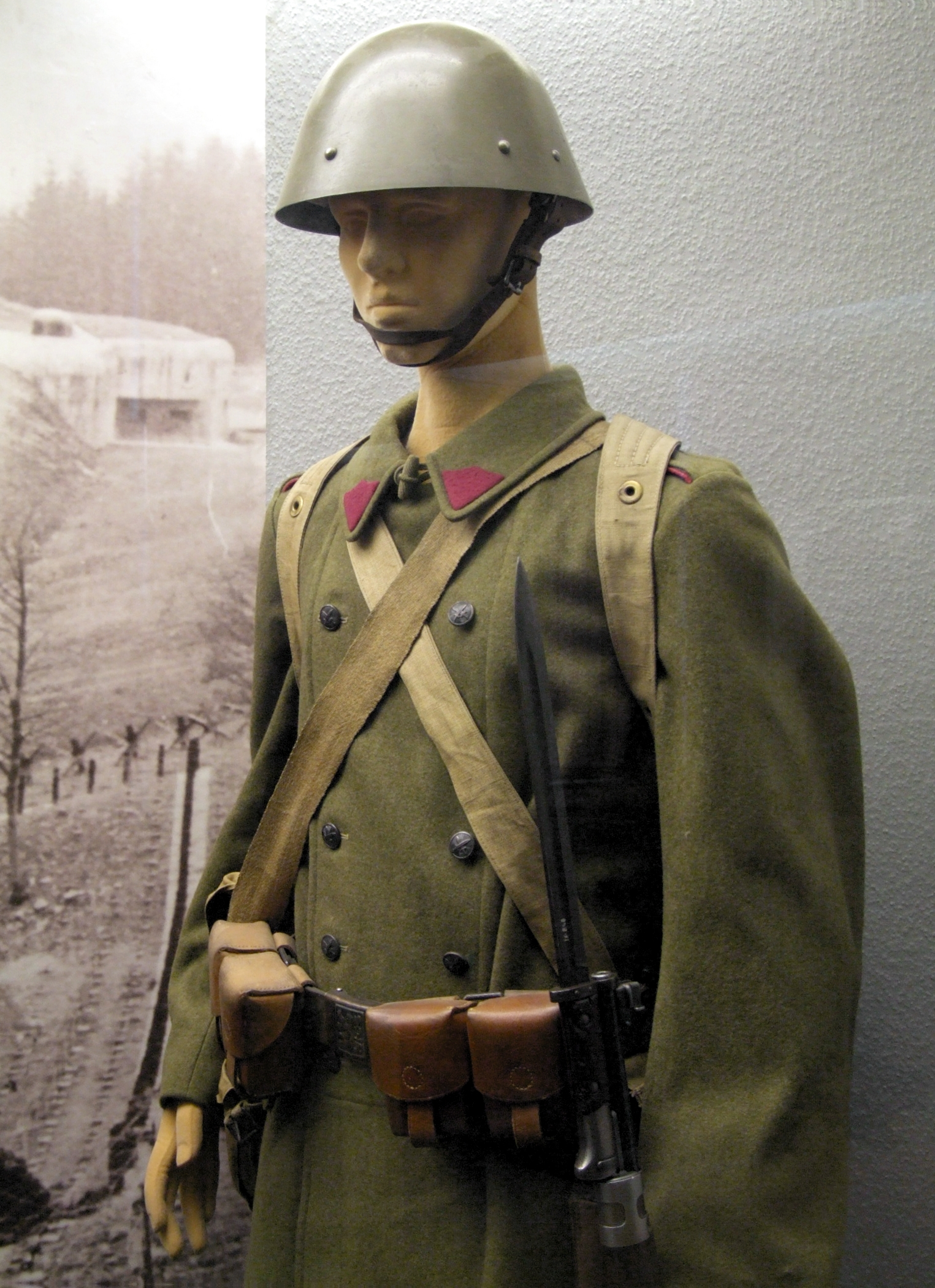
Přilba vz. 32 vystavená jako součást zimní polní uniformy pěchoty předválečné československé armády ve sbírce Armádního muzea Žižkov

Přilba vz. 32, lidově zvaná také hříbek nebo vajíčko, byla vojenská přilba zavedená do služby Československou armádou na podzim roku 1935. Byla jí vybavena hlavně pěchota a jezdectvo; u jednotek některých dalších druhů zbraní jako například dělostřelectva se dále používaly také přilby staršího vzoru. V březnu 1939 se ve vybavení armády nacházelo celkem 1 021 548 kusů přilby vz. 32. Přilbami byly také vybaveny jednotky četnictva a finanční stráže sloužící v SOS. 
Za druhé světové války na území protektorátu byli těmito přilbami kromě Vládního vojska vybaveni hasiči a také Luftschutz (protiletecká ochrana). Vládní vojsko mělo na levé straně přilby malý státní znak.
Po válce byla helma používána ČSA až do nahrazení přilbou vz. 53, poté byly tyto přilby převedeny k civilní obraně a hasičským sborům.
U těchto sborů prošly úpravou, která zahrnovala tyto změny: byly přestříkány na černo a nýtky byly vyměněny za menší, nerozebíratelné. Polštářky byly vyměněny zpravidla za koženkové. Původní dvojitý podbradník nahradil jednoduchý jako u přilby vz. 53. Výjimečně se lze setkat s přilbami opatřenými hřebenem.

## Popis přilby

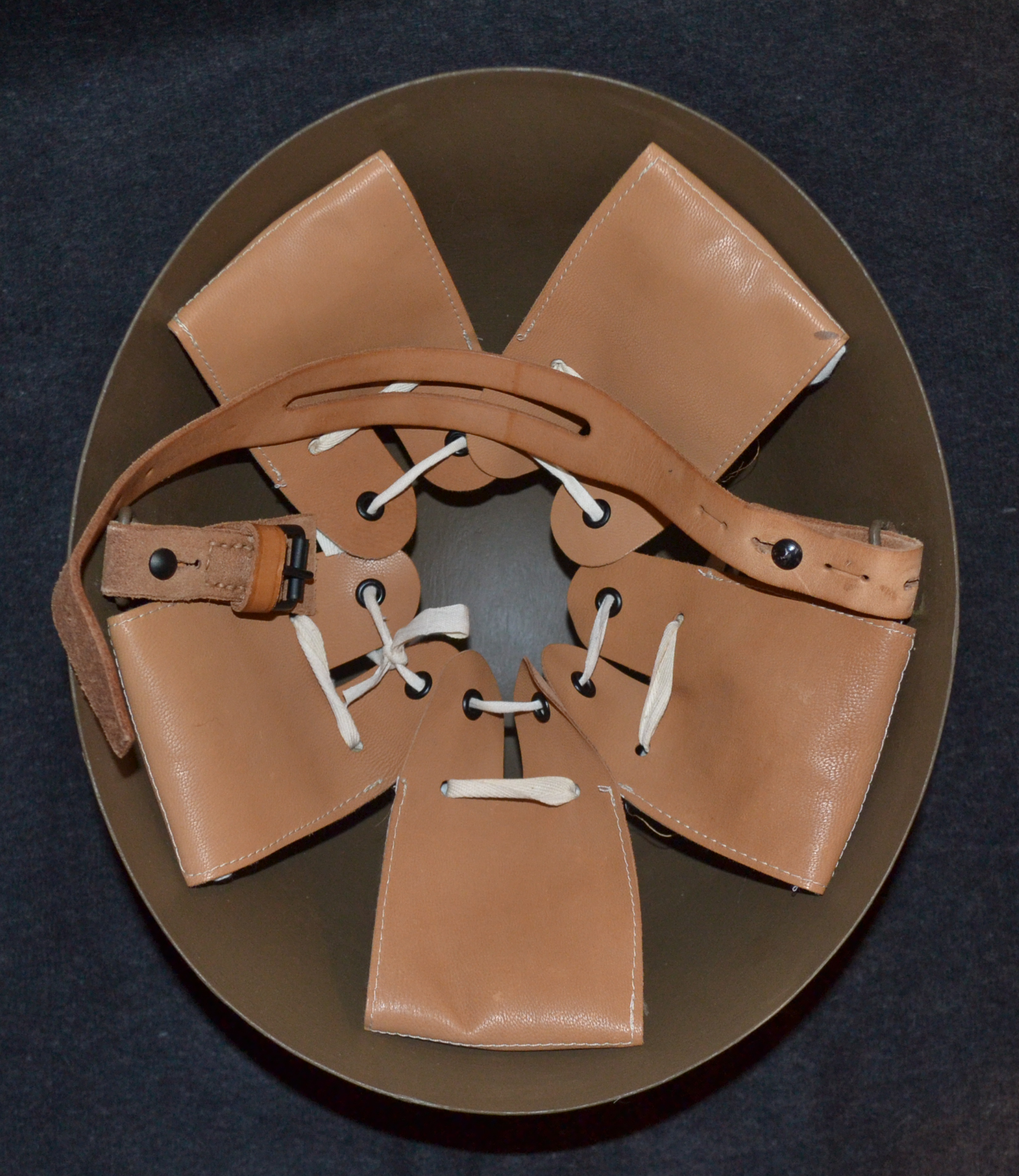
Pohled na vnitřní uspořádání přilby

Přilba se skládala z těchto částí: těla přilby, polštářků a podbradníku. Tělo přilby bylo lisováno z milimetr silného pancéřového plechu, bylo vně a uvnitř pískováním zdrsněno a nastříkáno nelesklou barvou khaki.
Polštářek se skládá z podšívky a kapsičky. Podšívky byly šedobílé barvy vyrobené ze skopovice nebo z teletiny činěné tříslem anebo chromem.
Na rubu podšívky byla našita kapsička z lněného plátna. Kapsička je naplněna koňskými žíněmi (7–8 g). Do jedné užší strany kapsičky je zabalena přídržka a společně s polštářkem je připevněna k přílbě závlačkou (nýtek). Pod závlačkou je železná podložka.
Průměr nýtku (závlačka s půlkulatou hlavou) byl 10–10,5 mm.
Přílby se vyráběly ve dvou velikostech:
- Přilba 1. velikosti je 147 mm vysoká, 236 mm široká, 276 mm dlouhá a váží 1080—1180 g.
- Přilba 2. velikosti je 152 mm vysoká, 246 mm široká, 288 mm dlouhá a váži 1140—1250 g.[2]

## Nošení přilby

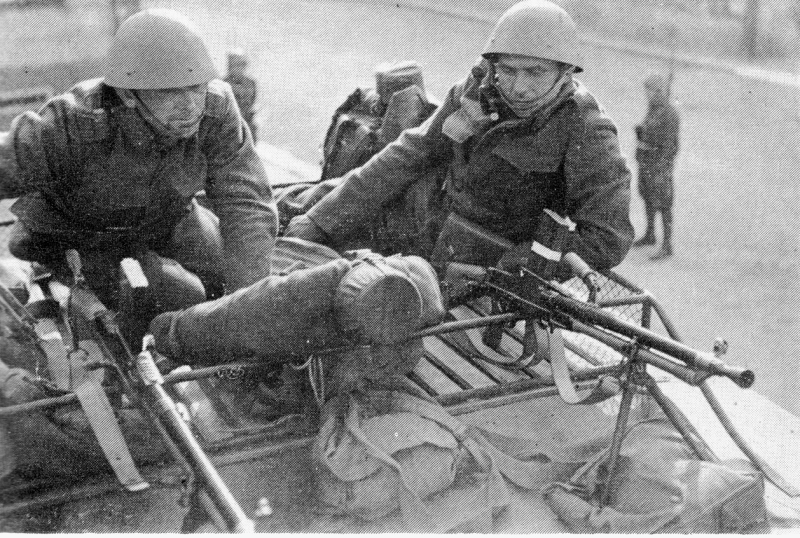
Českoslovenští vojáci s přilbami vz. 32 (voják napravo má přilbu nasazenou naopak)

Je-li přilba správně nasazena, její okraj je téměř vodorovný a měl by sahat do úrovně horních očních víček. Přilba se nosila tak, aby stranou s jedním nýtkem směřovala dopředu. Podbradník byl otočen hlazenou částí kůže dovnitř a přezka spočívala na levé tváři vojáka. V silných mrazech se mohla pod přilbou nosit polní čepice nebo kukla. Pokud měl voják nasazenou plynovou masku, nemohl podbradník nosit přes bradu, ale nosil se pod bradou.

## Výrobci
Přilby vyrábělo v Československu několik výrobců, kteří přilby opatřovali značkami na vnitřní straně přilby a na rubové straně podšívky.
- S-D-H značí firmu Sandrik Dolné Hámre
- bratři G&B- Brno
- Sch - M značí firmu C.A.Scholtz, Matejovce (Poprad)

## Uživatelé

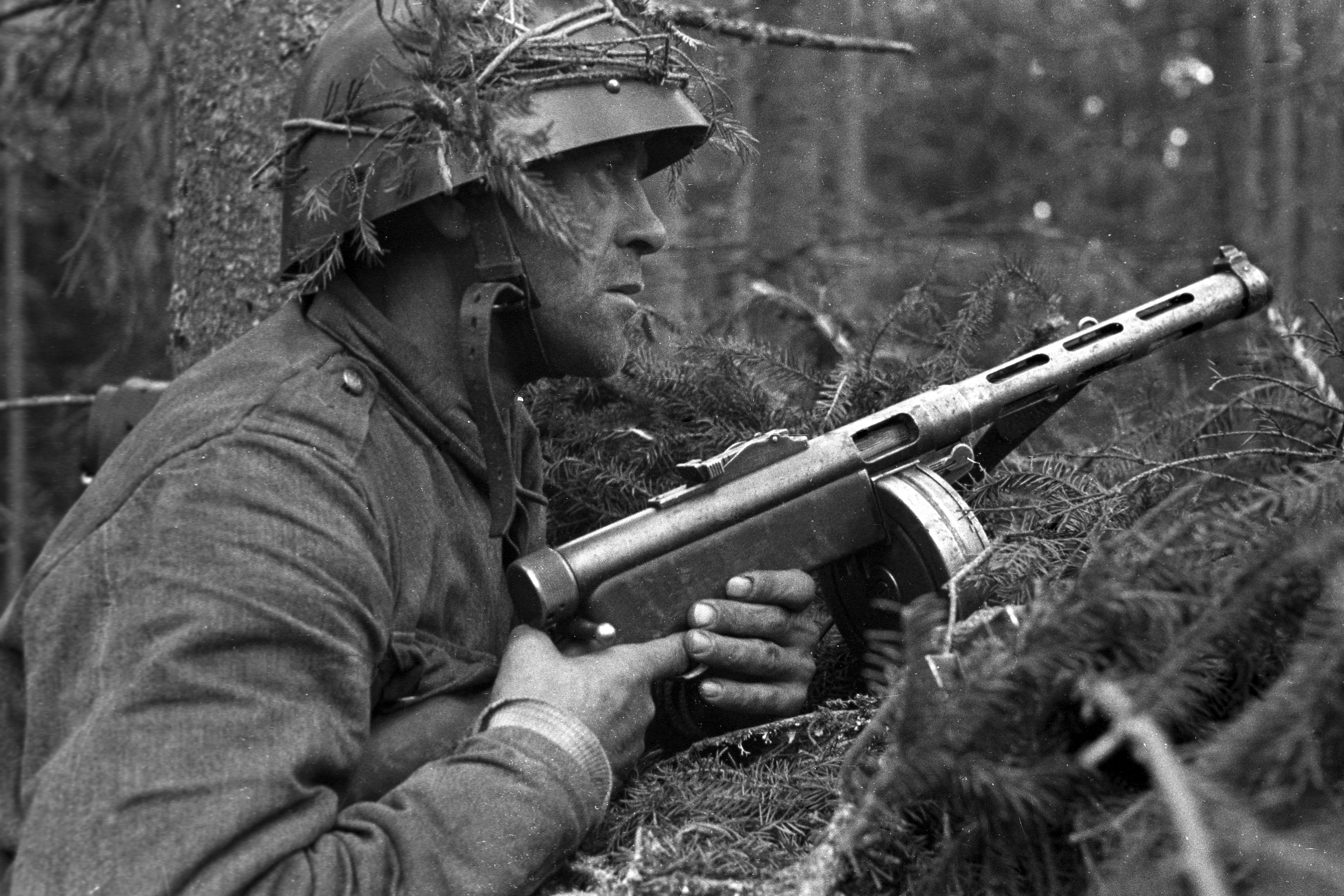
Finský voják s československou helmou vz. 32 v roce 1944

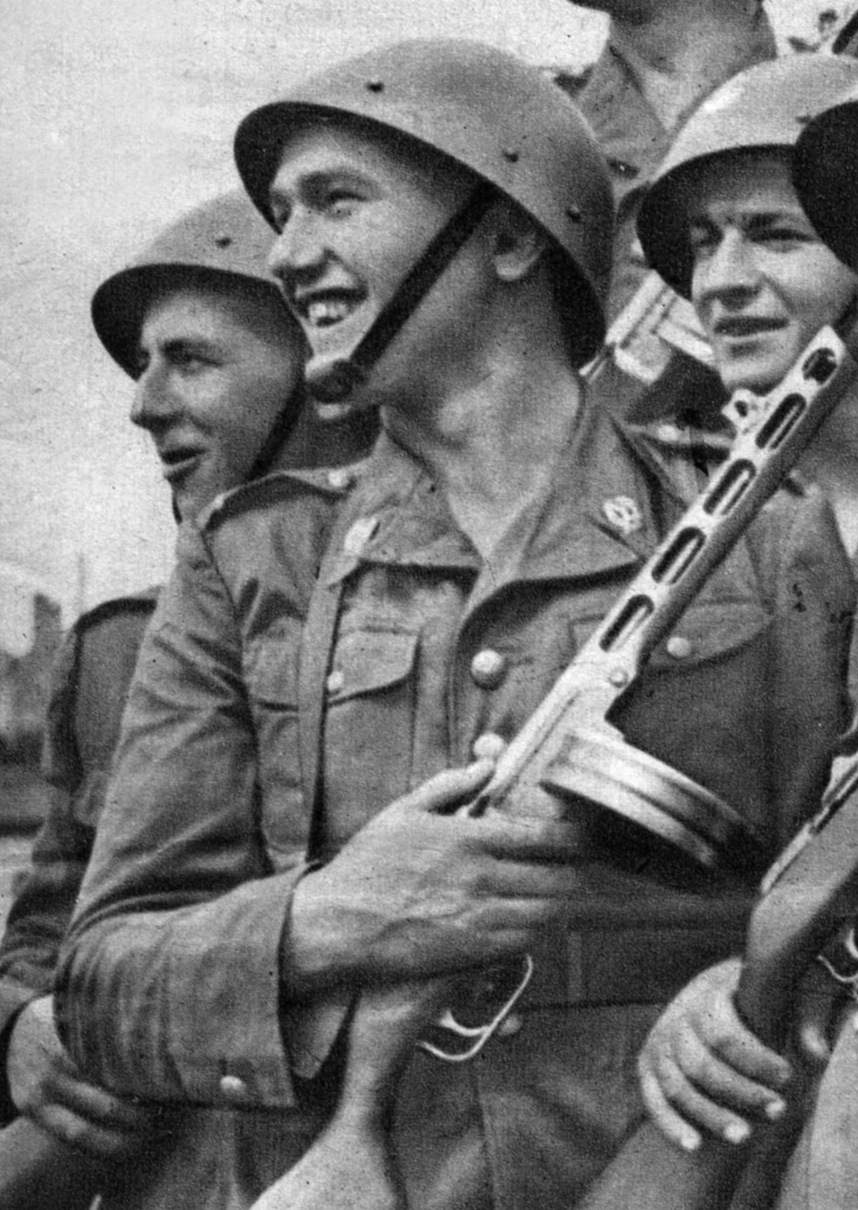
Polský voják s československou helmou vz. 32 v roce 1951

### Německo
Po obsazení Československa si přivlastnila německá branná moc kromě výzbroje také velké množství přileb vz. 32. Německo neplánovalo vybavit těmito přilbami vlastní vojsko, přilby odprodávalo nebo poskytovalo spřáteleným zemím. Největšího rozšíření v německé službě se přilbám dostalo u protiletecké ochrany (Luftschutz). Přilby byly opatřeny tmavě modrým nástřikem a na přední straně měly emblém s nápisem Luftschutz.

### Slovenský štát
Armáda samostatného slovenského štátu si ponechala ve výzbroji helmy vz. 32, ale odlišila je vlastními znaky.
Podle předpisu měl být na spodním okraji přilby 3 cm široký modrý pruh a na každé straně přilby byl mezi postranními nýty nakreslen bílý dvojramenný kříž. Později bylo od bílých křížů upuštěno.

### Finsko
Finsko obdrželo od Německa 50 000 přileb vz. 32 na jaře 1940.

### Italské království
Menší množství přileb vz. 32 bylo v letech 1942/1943 dodáno praporu „Loretto“ útočného pluku 1º Reggimento d'assalto "Amedeo d'Aosta" italského Regia Aeronautica, vzhledem k nedostatku speciálních výsadkářských přileb, kterými byl útvar jinak vybaven.

### Jugoslávie
V Jugoslávii se licenčně vyráběly helmy M 39, nazývané Čačak, podle stejnojmenného města, kde probíhala jejich výroba.

### Chile
Po roce 1939 odprodalo Německo 6 000 přileb Chile. Tyto přilby měly šedou nebo zelenou barvu a byly na levé straně opatřeny obtiskem se znakem Chilských ozbrojených sil. Přilby byly ve výzbroji až do 70. let.

### Polsko
V poválečné době disponovala polská armáda větším množstvím přileb vz. 32, pravděpodobně byly odprodány v 50. letech z ČSLA.